# 대전대신고등학교
대전대신고등학교(大田大新高等學校)는 대한민국 대전광역시 서구 복수동에 있는 자율형 사립 고등학교이다.

## 학교 연혁
- 1967년 10월 28일 : 학교법인 대전대신학원 창립총회(이사장 이기억)
- 1967년 12월 13일 : 학교법인 대전대신학원 설립인가
- 1968년 11월 30일 : 교사신축 준공 (1차)
- 1971년 1월 25일 : 2차 교사증축 준공(본관 동편)
- 1972년 12월 20일 : 3차 교사증축 준공(본관 서편)
- 1972년 12월 27일 : 대전대신종합고등학교 설립인가
- 1973년 3월 5일 : 대전대신종합고등학교 개교 및 제1회 입학식, 초대 이기룡 교장 취임
- 1973년 9월 5일 : 대전대신고등학교로 교명 변경 인가
- 1996년 4월 23일 : 학칙변경 인가(학년당 12학급 총 36학급)
- 1998년 9월 25일 : 교실(12실) 증축공사 준공
- 2002년 10월 2일 : 도서관 현대화사업 완료
- 2004년 9월 6일 : 다목적 교실(백암관) 준공식
- 2005년 8월 31일 : 보조운동장 천연잔디 및 우레탄공사 준공
- 2008년 10월 10일 : 과학실 현대화사업 준공(4실)
- 2010년 2월 5일 : 제5대 이강년 이사장 취임
- 2011년 5월 27일 : 2011년도 선진형 교과교실제 학교선정
- 2012년 5월 4일 : 2013학년도 자율형 사립고등학교 지정
- 2012년 10월 31일 : 오량홀 준공
- 2014년 4월 30일 : 기숙사(Dream Island) 준공
- 2018년 3월 1일 : 제9대 김신정 교장 취임
- 2024년 2월 7일 : 제49회 졸업식
- 2024년 3월 4일 : 제52회 입학식

## 참고 자료
- 대전대신고등학교 - 한국교육학술정보원 학교알리미